# Индиговый крючкоклюв
Индиговый крючкоклюв (лат. Diglossa indigotica) — вид птиц из семейства танагровых. Птицы обитают в субтропических и тропических горных и низменных влажных и сильно деградированных лесах, на высоте 700—2200 над уровнем моря, на склона западных анд со стороны Тихого океана от Серро-Татама (исп. Cerro Tatamá) в Рисаральде (Колумбия) южнее до Пичинчи (северо-западный Эквадор). Длина тела 11,4 см, масса около 13,5 грамм.